# Aouste-sur-Sye
Aouste-sur-Sye is een gemeente in het Franse departement Drôme (regio Auvergne-Rhône-Alpes). De plaats maakt deel uit van het arrondissement Die. Aouste-sur-Sye telde op 1 januari 2022 2.696 inwoners.

## Geografie
De oppervlakte van Aouste-sur-Sye bedraagt 17,98 vierkante kilometer; de bevolkingsdichtheid is 143 inwoners per km² (per 1 januari 2019).

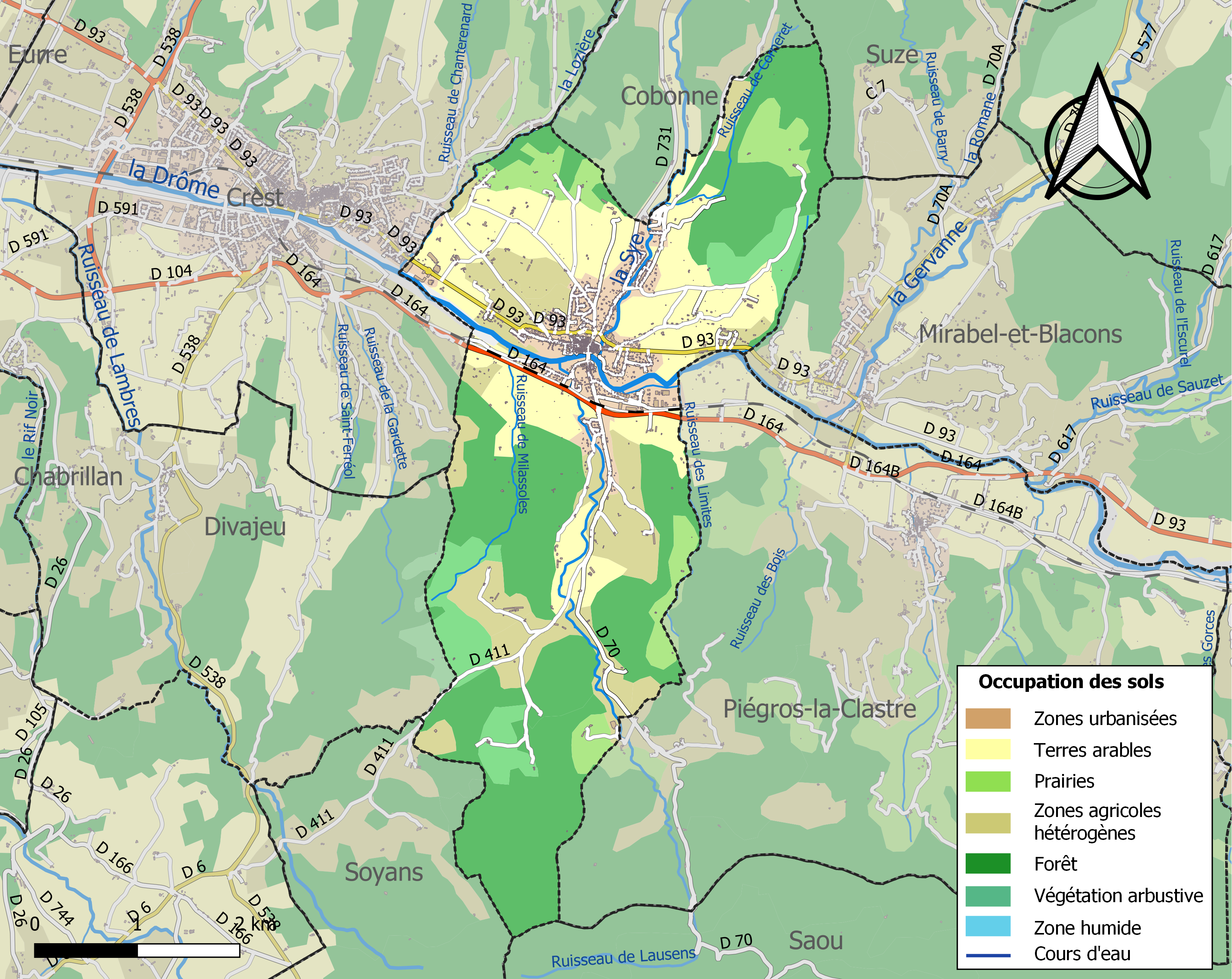
Kaart van de gemeente met belangrijkste infrastructuur, bodemgebruik en omliggende gemeenten

## Demografie
Onderstaande figuur toont het verloop van het inwonertal (bron: INSEE-tellingen).